# Bijuesca
Bijuesca ist ein nordspanischer Ort und eine Gemeinde (municipio) mit 93 Einwohnern (Stand: 2024) im äußersten Westen der Provinz Saragossa und der Autonomen Region Aragonien. Der Ort gehört zur bevölkerungsarmen Serranía Celtibérica.

## Lage und Klima
Der nahe der Grenze zur altkastilischen Provinz Soria gelegene Ort Bijuesca liegt auf einer etwa 900 bis 950 m hohen Bergflanke oberhalb des Río Manubles, einem Nebenfluss des Río Jalón; er befindet sich ungefähr 30 km (Luftlinie) südwestlich der maximal ca. 2315 m hohen Sierra de Moncayo. Der Ort ist knapp 130 km (Fahrtstrecke) in westlicher Richtung von der Provinzhauptstadt Saragossa entfernt; die historisch und kulturell bedeutsame Stadt Calatayud ist ca. 45 km in südöstlicher Richtung entfernt. Das Klima ist gemäßigt bis warm; Regen (ca. 500 mm/Jahr) fällt mit Ausnahme der eher trockenen Sommermonate übers Jahr verteilt.

## Bevölkerungsentwicklung
| Jahr      | 1857 | 1900 | 1950 | 2003 | 2017 |
| Einwohner | 730  | 835  | 784  | 123  | 99   |

Die Mechanisierung der Landwirtschaft, die Aufgabe bäuerlicher Kleinbetriebe und der damit verbundene Verlust von Arbeitsplätzen führten seit der Mitte des 20. Jahrhunderts zu einem deutlichen Rückgang der Bevölkerung (Landflucht).

## Wirtschaft
Jahrhundertelang lebten die Bewohner des Ortes direkt oder indirekt als Selbstversorger von der Landwirtschaft, zu der auch die Viehhaltung gehörte. Die Herstellung von Schafs- und Ziegenkäse sowie die Verarbeitung von Schafwolle waren im 16. und 17. Jahrhundert bedeutende Wirtschaftsfaktoren. Heute spielen vor allem Obstbäume eine wesentliche Rolle im Wirtschaftsleben des Ortes; außerdem werden Ferienwohnungen (casas rurales) vermietet.

## Geschichte
Obwohl der Ort zum Siedlungsgebiet der keltiberischen Lusonen gehörte, wurden bislang weder keltiberische noch römische oder westgotische Spuren entdeckt. Im 8. Jahrhundert drangen arabisch-maurische Heere bis ins obere Ebro-Tal vor, doch selbst aus dieser Zeit fehlen für Bijuesca archäologisch verwertbare Spuren. Um das Jahr 1120 wurde die Gegend von Alfons I. von Aragón zurückerobert (reconquista), doch war sie danach lange Zeit zwischen den Königreichen Aragón und Kastilien umstritten (Guerra de los Dos Pedros); dieser Streit endete erst mit der Eheschließung der Katholischen Könige Isabella I. von Kastilien und Ferdinand II. von Aragón im Jahr 1469.

## Sehenswürdigkeiten

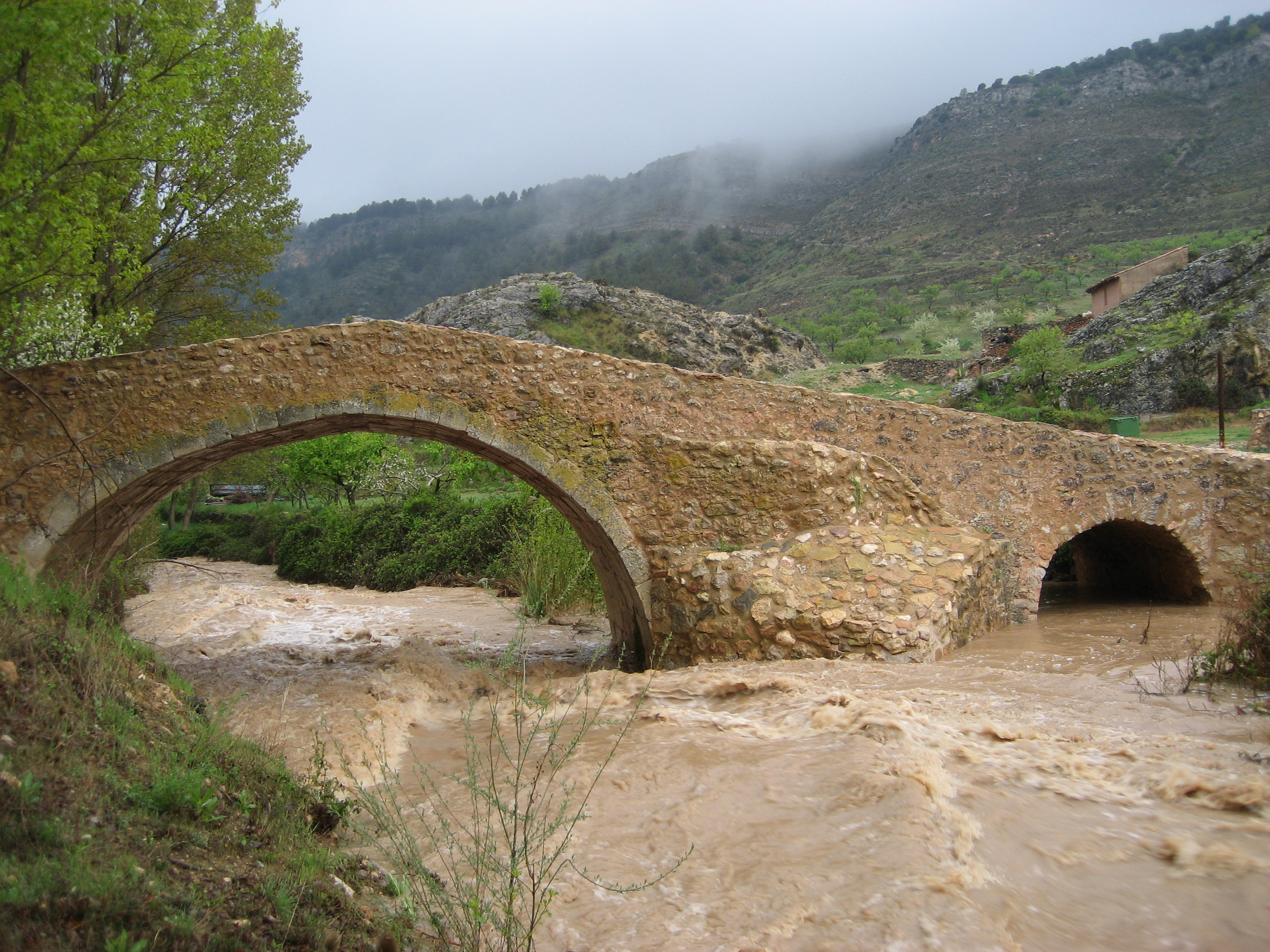
Bijuesca – mittelalterliche Steinbrücke

- Von der um die Mitte des 14. Jahrhunderts aus Bruchsteinen erbauten, aber kurz darauf im Krieg gegen Kastilien zerstörten Burg (castillo) stehen noch Reste des ehemals ca. 18 m hohen Bergfrieds (torre del homenaje) und der Burgmauern.[4][5][6]
- In der Nähe der Burg steht die nahezu gleichzeitig erbaute einschiffige und nahezu fensterlose Ermita de la Virgen del Castillo, deren Turm einen Zinnenkranz hat.[7]
- Die in der Ortsmitte befindliche Iglesia de San Miguel Arcángel ist ein Bau des 17. Jahrhunderts. Kirchenschiff und Apsis sind von Stichkappengewölben bedeckt.[8][9]
- Im Tal quert eine zweibogige mittelalterliche Steinbrücke den manchmal stark anschwellenden Río Manubles.